# Echiodon
Echiodon is een geslacht van straalvinnige vissen uit de familie van parelvissen (Carapidae). Het geslacht is voor het eerst wetenschappelijk beschreven in 1837 door Thompson.

## Soorten
- Echiodon anchipterus Williams, 1984
- Echiodon atopus Anderson, 2005
- Echiodon coheni Williams, 1984
- Echiodon cryomargarites
- Echiodon dawsoni Williams & Shipp, 1982
- Echiodon dentatus (Cuvier, 1829)
- Echiodon drummondii
- Echiodon exsilium Rosenblatt, 1961
- Echiodon neotes Markle & Olney, 1990
- Echiodon pegasus Markle & Olney, 1990
- Echiodon pukaki Markle & Olney, 1990
- Echiodon rendahli (Whitley, 1941)